# Sun Tzu

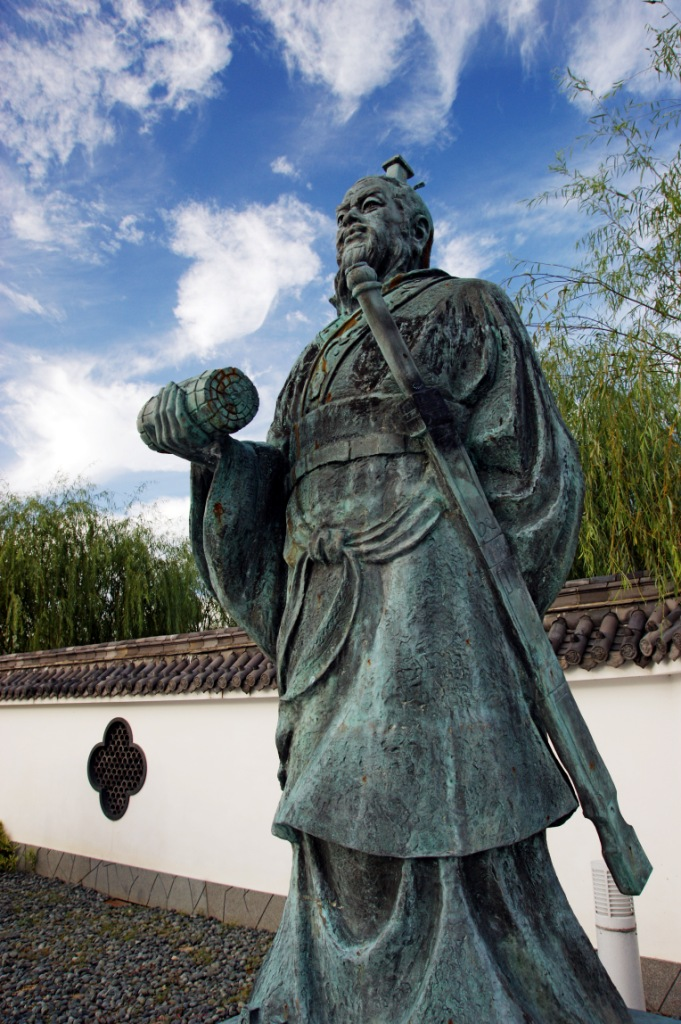
Strategul militar Sun Tzu

Sun Tzu (în chineză: 孙子 Sūn Zǐ), (n. c. 544 î.Hr. – d. 496 î.Hr.) a fost un general chinez, strateg militar, scriitor și filozof care a trăit în perioada Zhou de Est din China antică, autorul lucrării "Arta războiului", o importantă lucrare de strategie militară chineză, o operă influentă a strategiei militare care a afectat atât filozofia și gândirea militară din Asia de Vest, cât și cea de Est.